# Pisa Sporting Club 1983-1984
Questa voce raccoglie le informazioni riguardanti il Pisa Sporting Club nelle competizioni ufficiali della stagione 1983-1984.

## Stagione
Dopo aver conquistato la salvezza nell'annata precedente, nella stagione 1983-1984 il Pisa disputa un altro campionato di Serie A, senza ripetersi.
Il presidente Romeo Anconetani affida la panchina a Bruno Pace e ingaggia l'ala dell'Ajax e della nazionale olandese, Wim Kieft, oltre a centrocampisti come Patrizio Sala, Antonio Criscimanni e Roberto Scarnecchia, anche per far fronte a cessioni come quella di Pasquale Casale al Napoli.

Il neoacquisto Wim Kieft (a sinistra), tra i capocannonieri stagionali del Pisa, si esibisce in un duello aereo con il fiorentino Pin nel derby toscano (1-1) del 26 febbraio 1984.

L'inizio è tutto in salita. Alla quinta giornata Bruno Pace viene esonerato e la panchina riaffidata al tecnico brasiliano Luís Vinício, già al Pisa l'anno precedente. In tutto il girone di andata la squadra coglie dieci pareggi (con squadre come Juventus, Inter, Milan e Fiorentina), quattro sconfitte e una sola vittoria (in trasferta con la Lazio all'ultima giornata). Nel girone di ritorno, dopo la vittoria contro il Catania si assiste a un nuovo avvicendamento in panchina, dove Bruno Pace rientra in luogo dell'esonerato Vinicio. Nell'intero girone di ritorno si alternano sconfitte a pareggi e arrivano solo due vittorie contro Catania e Avellino alla terzultima giornata; la sconfitta a San Siro 1-2 col Milan alla penultima giornata (dove la squadra pisana fu seguita da 10.000 sostenitori) toglie ogni speranza di salvezza. Alla fine della stagione il Pisa arriva così penultimo e torna in Serie B dopo due anni di massima serie.
Nella Coppa Italia il Pisa prima del campionato disputa il primo girone di qualificazione, che promuove agli ottavi di finale la Sampdoria e la Triestina, la squadra nerazzurra ottiene una sola vittoria contro il Campania e quattro sconfitte.

## Divise e sponsor
Lo sponsor tecnico per la stagione 1983-1984 fu Ennerre, mentre lo sponsor ufficiale fu Vero Cuoio.
| Casa | Trasferta |

## Organigramma societario
Area direttiva
- Presidente: Romeo Anconetani
- General Manager: Adolfo Anconetani
- Segretario: Cesare Mercatali

Area sanitaria
- Medico sociale: Cataldo Graci
- Massaggiatore: Claudio Nigiotti

Area tecnica
- Allenatore: Bruno Pace, poi Luís Vinício dal 10 ottobre 1983
- Allenatore in seconda: Luca Giannini
- Allenatore Primavera: Romano Marinai
- Preparatore atletico: Luciano Meciani

## Rosa
| N. |                   | Ruolo | Calciatore                 |
| -- | ----------------- | ----- | -------------------------- |
|    | Italia (bandiera) | P     | Sergio Buso                |
|    | Italia (bandiera) | P     | Alessandro Mannini         |
|    | Italia (bandiera) | D     | Michele Armenise           |
|    | Italia (bandiera) | D     | Claudio Azzali             |
|    | Italia (bandiera) | D     | Stefano Dianda             |
|    | Italia (bandiera) | D     | Stefano Garuti             |
|    | Italia (bandiera) | D     | Maurizio Longobardo        |
|    | Italia (bandiera) | D     | Fabio Massimi              |
|    | Italia (bandiera) | D     | Felice Secondini           |
|    | Italia (bandiera) | D     | Arturo Vianello (capitano) |
|    | Italia (bandiera) | C     | Antonio Criscimanni        |
|    | Italia (bandiera) | C     | Paolo Giovannelli          |

| N. |                        | Ruolo | Calciatore          |
| -- | ---------------------- | ----- | ------------------- |
|    | Italia (bandiera)      | C     | Silvio Gori         |
|    | Italia (bandiera)      | C     | Luigi Gozzoli       |
|    | Italia (bandiera)      | C     | Ferruccio Mariani   |
|    | Italia (bandiera)      | C     | Leonardo Occhipinti |
|    | Italia (bandiera)      | C     | Patrizio Sala       |
|    | Italia (bandiera)      | C     | Roberto Scarnecchia |
|    | Italia (bandiera)      | A     | Luca Birigozzi      |
|    | Danimarca (bandiera)   | A     | Klaus Berggreen     |
|    | Paesi Bassi (bandiera) | A     | Wim Kieft           |
|    | Italia (bandiera)      | A     | Attilio Sorbi       |
|    | Italia (bandiera)      | A     | Mauro Trentini      |

## Risultati

### Serie A

#### Andata
| Arbitro: | D'Elia (Salerno) |

|                                       |           |  |
| Di Bartolomei 40’ (rig.) B. Conti 80’ | Marcatori |  |

| Pisa 18 settembre 1983 2ª giornata | Pisa          | 0 – 0 | Juventus | Stadio Arena Garibaldi\| Arbitro: \| Longhi (Roma) \| |
| Arbitro:                           | Longhi (Roma) |       |          |                                                       |

| Arbitro: | Vitali (Bologna) |

|                |           |  |
| Iorio 30’, 51’ | Marcatori |  |

| Arbitro: | Agnolin (Bassano del Grappa) |

|               |           |              |
| Berggreen 50’ | Marcatori | 18’ Briaschi |

| Arbitro: | Ciulli (Roma) |

|                     |           |  |
| Cantarutti 46’, 65’ | Marcatori |  |

| Firenze 17 ottobre 1983 6ª giornata | Fiorentina       | 0 – 0 | Pisa | Stadio Comunale\| Arbitro: \| Altobelli (Roma) \| |
| Arbitro:                            | Altobelli (Roma) |       |      |                                                   |

| Pisa 30 ottobre 1983 7ª giornata | Pisa                         | 0 – 0 | Inter | Stadio Arena Garibaldi\| Arbitro: \| Agnolin (Bassano del Grappa) \| |
| Arbitro:                         | Agnolin (Bassano del Grappa) |       |       |                                                                      |

| Napoli 6 novembre 1983 8ª giornata | Napoli              | 0 – 0 | Pisa | Stadio San Paolo\| Arbitro: \| Lo Bello (Siracusa) \| |
| Arbitro:                           | Lo Bello (Siracusa) |       |      |                                                       |

| Arbitro: | Casarin (Milano) |

|            |           |                     |
| Garuti 53’ | Marcatori | 20’ (aut.) Vianello |

| Arbitro: | Altobelli (Roma) |

|                    |           |                           |
| Schachner 16’, 26’ | Marcatori | 41’ Birigozzi 77’ Massimi |

| Arbitro: | Magni (Bergamo) |

|  |           |          |
|  | Marcatori | 8’ Greco |

| Pisa 11 dicembre 1983 12ª giornata | Pisa              | 0 – 0 | Sampdoria | Stadio Arena Garibaldi\| Arbitro: \| Pairetto (Torino) \| |
| Arbitro:                           | Pairetto (Torino) |       |           |                                                           |

| Arbitro: | Longhi (Roma) |

|                    |           |               |
| Colomba 46’ (rig.) | Marcatori | 52’ Berggreen |

| Pisa 31 dicembre 1983 14ª giornata | Pisa                | 0 – 0 | Milan | Stadio Arena Garibaldi\| Arbitro: \| Lo Bello (Siracusa) \| |
| Arbitro:                           | Lo Bello (Siracusa) |       |       |                                                             |

| Arbitro: | Casarin (Milano) |

|  |           |              |
|  | Marcatori | 39’ Vianello |

#### Ritorno
| Arbitro: | Barbaresco (Cormons) |

|                  |           |              |
| D. Bonetti , 57’ | Marcatori | 33’ Strukelj |

| Arbitro: | Ballerini (La Spezia) |

|                                            |           |                 |
| Vianello 12’ (aut.) Boniek 24’ Platini 26’ | Marcatori | 80’ Criscimanni |

| Arbitro: | Longhi (Roma) |

|  |           |                         |
|  | Marcatori | 6’, 35’ Fanna 56’ Iorio |

| Genova 12 febbraio 1984 19ª giornata | Genoa         | 0 – 0 | Pisa | Stadio Luigi Ferraris\| Arbitro: \| Ciulli (Roma) \| |
| Arbitro:                             | Ciulli (Roma) |       |      |                                                      |

| Arbitro: | Paparesta (Bari) |

|                         |           |  |
| Berggreen 58’ Kieft 67’ | Marcatori |  |

| Arbitro: | Lo Bello (Siracusa) |

|                  |           |             |
| Kieft 32’ (rig.) | Marcatori | 54’ Monelli |

| Arbitro: | Pairetto (Torino) |

|                                     |           |  |
| Sabato 39’ Altobelli 64’ Serena 87’ | Marcatori |  |

| Arbitro: | Longhi (Roma) |

|                 |           |             |
| Krol 79’ (aut.) | Marcatori | 61’ De Rosa |

| Arbitro: | Casarin (Milano) |

|                              |           |                 |
| Edinho 32’ (rig.) Causio 50’ | Marcatori | 28’ Criscimanni |

| Arbitro: | Agnolin (Bassano del Grappa) |

|               |           |              |
| Berggreen 40’ | Marcatori | 2’ Schachner |

| Arbitro: | Lo Bello (Siracusa) |

|                                                  |           |                                |
| De Vecchi 42’ Mandorlini 72’ Nicolini 88’ (rig.) | Marcatori | 45’ (rig.) Kieft 62’ Berggreen |

| Arbitro: | Mattei (Macerata) |

|             |           |  |
| Francis 66’ | Marcatori |  |

| Arbitro: | Barbaresco (Cormons) |

|               |           |  |
| Berggreen 51’ | Marcatori |  |

| Arbitro: | Agnolin (Bassano del Grappa) |

|                         |           |                |
| Damiani 7’ Blissett 66’ | Marcatori | 4’ Criscimanni |

| Arbitro: | D'Elia (Salerno) |

|                           |           |                          |
| Berggreen 47’ Mariani 90’ | Marcatori | 11’, 67’ (rig.) Giordano |

### Coppa Italia

#### Primo girone
| Arbitro: | Longhi (Roma) |

|                                     |           |                |
| De Falco 13’ Romano 31’ Perrone 70’ | Marcatori | 85’ Occhipinti |

| Arbitro: | Polacco (Conegliano) |

|                               |           |  |
| Criscimanni 8’ Kieft 82’, 89’ | Marcatori |  |

| Arbitro: | Leni (Perugia) |

|                |           |                                           |
| Kieft 16’, 84’ | Marcatori | 68’ Mazzoni 69’ Vialli 83’ (rig.) Finardi |

| Arbitro: | Lombardo (Marsala) |

|                                              |           |  |
| Manfrin 6’ Russo 10’, 63’, 69’ Garritano 77’ | Marcatori |  |

| Arbitro: | Ciulli (Roma) |

|             |           |  |
| Francis 12’ | Marcatori |  |

## Statistiche

### Statistiche di squadra
| Competizione | Punti | In casa | In casa | In casa | In casa | In casa | In casa | In trasferta | In trasferta | In trasferta | In trasferta | In trasferta | In trasferta | Totale | Totale | Totale | Totale | Totale | Totale | DR  |
| Competizione | Punti | G       | V       | N       | P       | Gf      | Gs      | G            | V            | N            | P            | Gf           | Gs           | G      | V      | N      | P      | Gf     | Gs     | DR  |
| ------------ | ----- | ------- | ------- | ------- | ------- | ------- | ------- | ------------ | ------------ | ------------ | ------------ | ------------ | ------------ | ------ | ------ | ------ | ------ | ------ | ------ | --- |
| Serie A      | 22    | 15      | 2       | 11      | 2       | 11      | 12      | 15           | 1            | 5            | 9            | 9            | 23           | 30     | 3      | 16     | 11     | 20     | 35     | -15 |
| Coppa Italia |       | 2       | 1       | 0       | 1       | 5       | 3       | 3            | 0            | 0            | 3            | 1            | 9            | 5      | 1      | 0      | 4      | 6      | 12     | -6  |
| Totale       |       | 17      | 3       | 11      | 3       | 16      | 15      | 18           | 1            | 5            | 12           | 10           | 32           | 35     | 4      | 16     | 15     | 26     | 47     | -21 |

### Statistiche dei giocatori[6]
| Giocatore      | Serie A  | Serie A | Serie A     | Serie A    | Coppa Italia | Coppa Italia | Coppa Italia | Coppa Italia | Totale   | Totale | Totale      | Totale     |
| Giocatore      | Presenze | Reti    | Ammonizioni | Espulsioni | Presenze     | Reti         | Ammonizioni  | Espulsioni   | Presenze | Reti   | Ammonizioni | Espulsioni |
| -------------- | -------- | ------- | ----------- | ---------- | ------------ | ------------ | ------------ | ------------ | -------- | ------ | ----------- | ---------- |
| M. Armenise    | 21       | 0       | ?           | ?          | 5            | 0            | ?            | ?            | 26       | 0      | ?           | ?          |
| C. Azzali      | 26       | 0       | ?           | ?          | 2            | 0            | ?            | ?            | 28       | 0      | ?           | ?          |
| K. Berggreen   | 28       | 7       | ?           | ?          | 5            | 0            | ?            | ?            | 33       | 7      | ?           | ?          |
| L. Birigozzi   | 14       | 1       | ?           | ?          | 2            | 0            | ?            | ?            | 16       | 1      | ?           | ?          |
| A. Criscimanni | 28       | 3       | ?           | ?          | 5            | 1            | ?            | ?            | 33       | 4      | ?           | ?          |
| S. Dianda      | 1        | 0       | ?           | ?          | -            | -            | -            | -            | 1        | 0      | 0+          | 0+         |
| S. Garuti      | 28       | 1       | ?           | ?          | 4            | 0            | ?            | ?            | 32       | 1      | ?           | ?          |
| P. Giovannelli | 8        | 0       | ?           | ?          | 1            | 0            | ?            | ?            | 9        | 0      | ?           | ?          |
| S. Gori        | 1        | 0       | ?           | ?          | -            | -            | -            | -            | 1        | 0      | 0+          | 0+         |
| L. Gozzoli     | 5        | 0       | ?           | ?          | 5            | 0            | ?            | ?            | 10       | 0      | ?           | ?          |
| W. Kieft       | 23       | 3       | ?           | ?          | 5            | 4            | ?            | ?            | 28       | 7      | ?           | ?          |
| M. Longobardo  | 20       | 0       | ?           | ?          | 1            | 0            | ?            | ?            | 21       | 0      | ?           | ?          |
| A. Mannini     | 30       | -35     | ?           | ?          | 5            | -12          | ?            | ?            | 35       | -47    | ?           | ?          |
| F. Mariani     | 18       | 1       | ?           | ?          | 4            | 0            | ?            | ?            | 22       | 1      | ?           | ?          |
| F. Massimi     | 10       | 1       | ?           | ?          | -            | -            | -            | -            | 10       | 1      | 0+          | 0+         |
| L. Occhipinti  | 20       | 0       | ?           | ?          | 5            | 1            | ?            | ?            | 25       | 1      | ?           | ?          |
| P. Sala        | 23       | 0       | ?           | ?          | -            | -            | -            | -            | 23       | 0      | 0+          | 0+         |
| R. Scarnecchia | 13       | 0       | ?           | ?          | -            | -            | -            | -            | 13       | 0      | 0+          | 0+         |
| F. Secondini   | 3        | 0       | ?           | ?          | 5            | 0            | ?            | ?            | 8        | 0      | ?           | ?          |
| A. Sorbi       | 28       | 0       | ?           | ?          | 5            | 0            | ?            | ?            | 33       | 0      | ?           | ?          |
| A. Vianello    | 26       | 1       | ?           | ?          | 5            | 0            | ?            | ?            | 31       | 1      | ?           | ?          |